# Susan S. Kyle
Susan Kyle, nacida Susan Spaeth (n. 11 de diciembre de 1946 en EE. UU.) es una reconocida escritora estadounidense. Trabajó durante 16 años como periodista con su apellido de soltera Susan Spaeth. Desde 1979 escribe novelas románticas como Diana Palmer, su seudónimo más famoso gracias en parte a su afamada Serie Hombres de Texas (Long Tall Texans Series). Ella también ha publicado novelas románticas bajo los seudónimos de Diana Blayne, Katy Currie y con su apellido de casada Susan Kyle.

## Biografía
Susan Spaeth nació el invierno de 1946 en EE. UU.. Siempre fue una asidua lectora, y tal y como ella misma confiesa siempre ha sentido debilidad por los cowboys ya que creció leyendo a Zane Grey. Apasionada de la escritura, ella estudió Periodismo y trabajó como periodista durante 16 años, tanto en publicaciones tanto diarias como semanales bajo su nombre de soltera Susan Spaeth.
Ella tiene una hermana Dannis Cole, que actualmente reside en Utah, con sus dos hijas Amanda Belle Hofstetter y Margaret "Maggie".
En 1972, Susan contrajo matrimonio con James Kyle, y el matrimonio se estableció en el estado de Georgia, dónde Susan comenzó a escribir novelas en serio. En 1980, tuvieron su único hijo, Blayne Edward Kyle, que estudia Derecho en la universidad.
Desde 1979 en que publicara su primera novela, ha recibido diversos galardones, entre ellos el premio de crítica otorgado por Romantic Times. Entre los galardones que ha recibido destacan siete premios Waldenbooks, cuatro premios B. Dalton, dos Bookrak, todos ellos por sus ventas nacionales, un Lifetime Achievement Award de la revista Romantic Times Magazine, varios premios Affaire de Coeur y dos premios RWA.
A comienzos de los 90, James, dejó su trabajo como obrero de construcción para estudiar programación, y también animó a su esposa Susan a que con 45 años volviesé a la universidad para estudiar Historia, algo que siempre la había gustado.
En 1995, Susan se graduó summa cum laude en Historia por la universidad de Piedmont, Demorest, estado de Georgia, donde también cursó estudios de Arqueología y Español. También fue nombrada miembro honorífico de varias sociedades (el Torch Club y Alpha Chi), además de ser incluida en la Lista Nacional de Decanos.
En 1998 su marido dejó su negocio de ordenadores y ahora participa en competiciones de skeet shooting, a nivel nacional e internacional. También en 1998, una encuesta de lectores de Harlequin en Japón otorgaron a su novela de Deseo, The patient nurse (Un corazón herido) el premio a la novela del año.
Aparte de sus proyectos como escritora, Susan está realizando en la actualidad un máster en Historia de la Universidad Estatal de California, y tiene la intención de especializarse en Estudios Nativo-Americanos.
Susan participa activamente en organizaciones como la Fundación para los Derechos de los Nativo-Americanos, el Museo estadounidense de historia natural, la Asociación Nacional de Ganaderos, el Instituto Arqueológico de América, la Sociedad Planetaria, la Georgia Conservancy, la Asociación del Sheriff de Georgia, además de muchas otras organizaciones benéficas y de conservación de la naturaleza.
Susan aparece en multitud de publicaciones como Autores Contemporáneos de Gale Research, Inc, Twentieth Century Romance and Historical Writers de St. James Press, The Writers Directory de St. James Press, International Who's Who of Authors and Writers de Melrose Press, Ltd., y Love’s Leading Ladies de Kathryn Falk.
Susan es una mujer muy activa, y en su tiempo libre, es una gran aficionada a la jardinería, la arqueología, la antropología, la astronomía, la música y las iguanas.

### Como Susan Spaeth
Ella ha publicado artículos periodísticos durante 16 años.

### Como Diana Palmer

#### Novelas independientes
- Now and forever 1979
- If winter comes 1979
- At winter's end 1979
- Bound by a promise 1980
- Dream's end 1980
- Love on trial 1980
- Storm over the lake 1980
- Sweet enemy 1980
- To have and to hold 1980
- To love and to cherish 1980
- September Morning 1982
- Fire and Ice 1983 (Hielo y fuego)
- Snow Kisses 1983
- Diamond Girl 1984 (Chica Diamante)
- Heart of ice 1984 (Corazón indomable)
- The Rawhide Man 1984 (Algo más que el interés...)
- Lady Love 1984 (Sed de deseo)
- Roomful of roses 1984 (Pasión y seducción)
- Cattleman's Choice 1985 (Tal como eres)
- Love By Proxy 1985 (Un negocio arriesgado)
- The australian 1985 (El australiano)
- After the music 1986 (La última canción)
- Champagne Girl 1986 (Bajo tu hechizo)
- Eye of the Tiger 1986 (El ojo del tigre)
- Loveplay 1986 (Comedia de amor)
- The humbug man 1987
- Woman hater 1988
- Hoodwinked 1989 (Desconcierto)
- Miss Greenhom 1990
- Nelson's Brand 1991
- The Best Is Yet to Come 1991 (Nos queda lo mejor)
- Trilby 1992 (Trilby)
- Calamity moon 1993
- Amelia 1993 (Amelia)
- Nora 1994  (Nora)
- Rogue stallion 1994
- Noelle 1995
- Anabelle's legacy 1996 (La herencia de Annabelle en "LEGADO DE AMOR")
- The Patient Nurse 1997 (Corazón herido)
- Magnolia 1997 (Magnolia)
- Mistery man 1997 (El hombre misterioso)
- The savage heart 1997
- The bride who was stolen 1998
- Blind promises 1999
- Circle of gold 2000
- The eye of the tiger 2001
- Garden cop 2002
- Diamond spur 2002
- Texan lovers 2003
- The marrying kind 2003
- True colors 2004 (Entre el amor y la venganza)
- Courageous 2012 (Tierras salvajes)
- The rancher 2012 (Amor frágil)

#### Whitehall Series(Serie Whitehall)
1. The Cowboy and the Lady 1982 (Escándalos de familia)
2. Lacy 1991 (Lacy)
3. Darling enemy 1983 (Mi adorable enemigo)

#### Friends and Lovers Series(Serie Amigos y amantes)
1. Friends and Lovers 1983 (Amigos y amantes)
2. Rage of Passion 1987 (Esperanzas de amor)

#### Big Spur, Texas Series(Serie Big Spur, Texas)
1. Heather's song 1983
2. Passion flower 1985 (Flor de pasión)

#### Soldier of fortune Series(Serie Soldados de fortuna)
1. Soldier of fortune 1985 (Soldado de Fortuna / Misterioso Pasado)
2. The tender stranger 1985 (Unas locas vacaciones)
3. Enamored 1988 (Enamorada)
4. Mercenary's woman 2000 (Corazones secuestrados)
5. The winter soldier 2001 (Un momento de locura)
6. The last mercenary 2001 (El último mercenario)

#### Rawhide and lace Series(Serie Cuero y seda)
1. Rawhide and lace 1986 (Cuero y seda)
2. Unikely lover 1986

#### Blake Donovan Series(Serie Blake Donovan)
1. Fit for a King 1987 (Como buenos vecinos)
2. Reluctant Father 1989

#### Long Tall Texans Series(Serie Hombres de Texas)
- The founding feather 2003 (El padre fundador)

1. Calhoun 1988 (Calhoun)
2. Justin 1988 (Justin)
3. Tyler 1989 (Tyler)
4. Sutton's Way 1989 (Sutton)
5. Ethan 1990 (Ethan)
6. Connal 1990 (Conall)
7. Harden 1991 (Harden)
8. Evan 1991 (Evan)
9. Donavan 1992 (Donavan)
10. Emmett 1992 (Emmett)
11. Regan's Pride 1994 (Ted)
12. That Burke Man 1995 (Un hombre muy especial)
13. Redbird 1995 (Atrapados)
14. Coltrain's Proposal 1996 (Coltrain)
15. Betrayed by Love 1987 (Traicionados por el amor)
16. Paper Husband 1996 (Marido de Papel)
17. A Long Tall Texan Summer 1997 (Un largo verano en Texas)(3  historias Tom, Drew y Jobe)
18. Christmas Cowboy 1997 (La Navidad del Cowboy)
19. The princess bride 1998 (La mujer de su vida)
20. Beloved 1999 (Siempre enamorada)
21. Callaghan's Bride 1999 (Una estrella en la noche)
22. Love with a Long, Tall Texan 1999 (Hombres de Texas)(3 historias Guy, Luke y Christopher)
23. Matt Caldwell: Texas Tycoon 2000 (El soltero más codiciado)
24. The wedding in white 2000 (La Boda en Blanco)
25. A Man of Means 2002 (Lejos del matrimonio)
26. Lionhearted 2002 (Corazón intrépido)
27. Lawless 2003 (Tierra de pasiones)
28. Man in Control 2003 (El preferido de las mujeres)
29. Carrera's bride 2003 (Cerca del paraíso)
30. Renegade 2004 (Corazones heridos)
31. Cattleman's pride 2004 (Herida de amor)
32. Boss Man 2005 (El jefe)
33. Heartbreaker 2006 (El Rompecorazones)
34. Outsider 2006 (Secretos)
35. Lawlan 2007 (Inesperada Atracción)
36. Winter Roses 2007 (Rosas de Invierno)
37. Iron Cowboy 2008 (Corazón de Hierro)
38. Fearless 2008 (Secretos entre los dos)
39. Heart of stone 2008 (Un hombre sin piedad)
40. Heartless 2009 (Para siempre)
41. The maverick 2009 (Rebelde)
42. Dangerous 2010 (En el punto de mira)
43. Silent night man 2008 (Tiempo de seducción)
44. Tough to tame 2010  (Domando un corazón)
45. Merciless 2011 (Secretos y amenazas)
46. True blue 2011 (Una misión para los dos)
47. Protector 2013 (Más allá del odio)

#### Marist Series(Serie Maestros)
1. His Girl Friday 1989 (Maestro del amor)
2. Hunter 1990

#### The Case of the Most Wanted Series(Serie El caso de los Más buscados)
1. The Case of the Mesmerizing boss 1992 (Un jefe irresistible)
2. The Case of the Confirmed Bachelor 1992 (Un Soltero Confirmado)
3. The Case of the Missing Secretary 1992  (La Secretaria Ausente)

#### Night of love Series(Serie Noches de amor)
1. Night of Love 1993 (Noches de amor)
2. King's ramsom 1993 (El Rescate del Rey)
3. Secret Agent Man 1994 (Un agente secreto)

#### Hutton & Co. Series(Serie Hutton y amigos)
1. Once in a Paris 1998 (Una vez en París)
2. Paper rose 1999 (Rosa de papel)
3. Lord of the desert 2000 (El señor del desierto)
4. The Texas ranger 2001 (Corazones en peligro)
5. Desperado 2002 (Entre el amor y el odio)

#### Bighorn, Wyoming Series(Serie Bighorn, Wyoming)
1. Maggie's Dad 1995 (Camino del altar)
2. Man of ice 1996 (Un asunto de familia)

#### Jeremiah Cortez Series(Serie Jeremiah Cortez)
1. After midnight 1993 (Después de medianoche)
2. Before sunrise 2005 (Antes de amanecer)

### Como Diana Blayne

#### Novelas independientes
- A waiting game	1982/01	(Juego de paciencia = Compás de espera)
- A loving arrangement	1983/01	(Pacto de amor)
- White sand, wild sea	1983/01	(Arena blanca, mar borrascoso = Marea alta)
- Color love blue	1984/01
- Dark surrender 	1984/01	(Oscura rendición)
- Tangled destinies	1986/01
- Denim and lace	1990/01

### Como Katy Currie

#### Novela independiente
- Blind promises	1984/01

### Como Susan Kyle

#### Novelas independientes
- Diamond spur 	1988
- Fire brand	1989
- Night fever	1990	(Un momento para amar)
- True colors	1991
- Escapade	1992
- All that glitters	1995	(Un amargo triunfo)